# Замет
Замет — один из видов укрепленных городских оград в Древней Руси, который представлял собой забор из горизонтальных досок, которые крепились на вертикальных столбах.
Также заметами назывались небольшие крепости с бревенчатыми прясловыми ограждениями по периметру, которые по своей оборонительной силе были значительно слабее острогов; «а в иных государь местех поставлен место острогу был из давних лет заметишко и тот заметишко подгнил и развалился».